# Elektrický vařič
Elektrický vařič se využívá na přípravu pokrmů a jiných tepelných příprav v kuchyních. Většinou se jedná o čtyřplotýnkový spotřebič, existují však také přenosné spotřebiče, jednoplotýnkové nebo dvouplotýnkové.
Do pevných vařičů může být zabudována trouba (elektrická, horkovzdušná nebo plynová).
Plynový vařič reaguje rychleji než elektrický vařič, indukční vařič je méně energeticky náročný než elektrický vařič.